# 三川駅 (新潟県)
三川駅（みかわえき）は、新潟県東蒲原郡阿賀町白崎にある、東日本旅客鉄道（JR東日本）磐越西線の駅である。

## 歴史
- 1913年（大正2年）6月1日[2]：鉄道院信越線支線・馬下駅 - 津川駅間開業の際に白崎駅（しろさきえき）として開業[1][3]。
- 1914年（大正3年）11月1日：全線開業にともない、岩越線の駅となる[3]。
- 1917年（大正6年）10月10日：線名改称にともない、磐越西線の駅となる[4]。
- 1973年（昭和48年）12月1日：貨物の取り扱いを廃止[5]。
- 1983年（昭和58年）2月28日：業務委託化[6]。
- 1984年（昭和59年）2月1日：荷物の扱いを廃止[5]。
- 1985年（昭和60年）[1]3月14日：三川駅に改称[5]。駅員無配置駅となる[7]（簡易委託化）。
- 1987年（昭和62年）4月1日：国鉄分割民営化により、JR東日本の駅となる[8]。
- 1991年（平成3年）11月：交換設備を撤去し、棒線化[9]。
- 2000年（平成12年）10月：「停車場文庫」開設[10]。
- 2007年（平成19年）4月1日：無人化[11]。

## 駅構造
単式ホーム1面1線を有する地上駅である。かつては島式ホーム1面2線だったが、駅舎寄りの旧1番線（下り線）の線路は撤去された。ホーム上の待合室にはSLばんえつ物語号運転に合わせて駅名標とベンチが設置された。
かつては阿賀町が受託する簡易委託駅であったが、現在は新津駅管理の無人駅となっている。コンクリート造り一部2階建ての駅舎内にはトイレがある。
かつてホームの中央には、墓地を移転させて開業した際に残した松の大木が立っており、「白崎駅の松」として知られていたが、1946年（昭和21年）の落雷によって枯れた。
かつては周辺に位置する三川鉱山（大谷金山）やベントナイト工場の貨物輸送が盛んに行われていた。

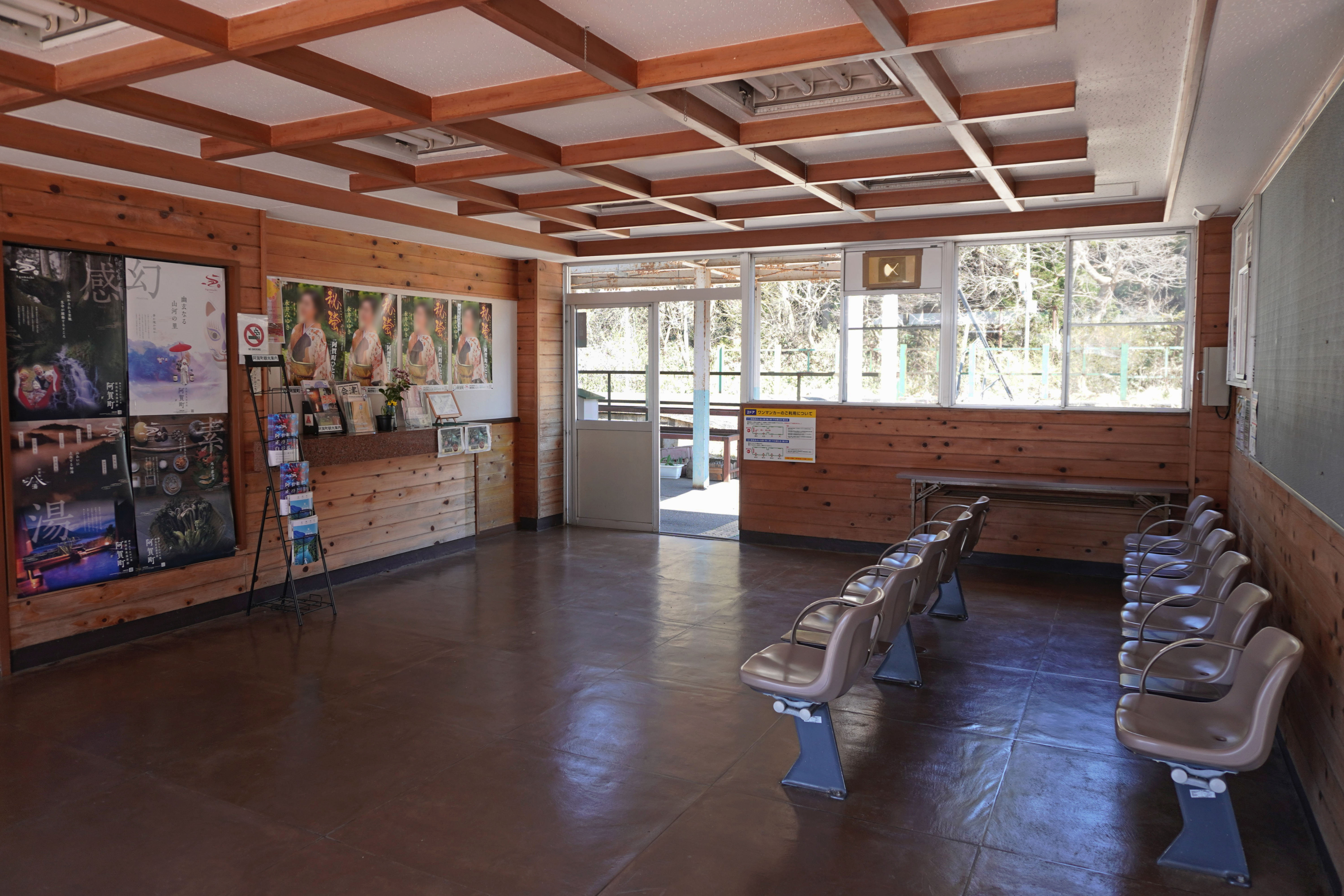
待合室（2023年4月）
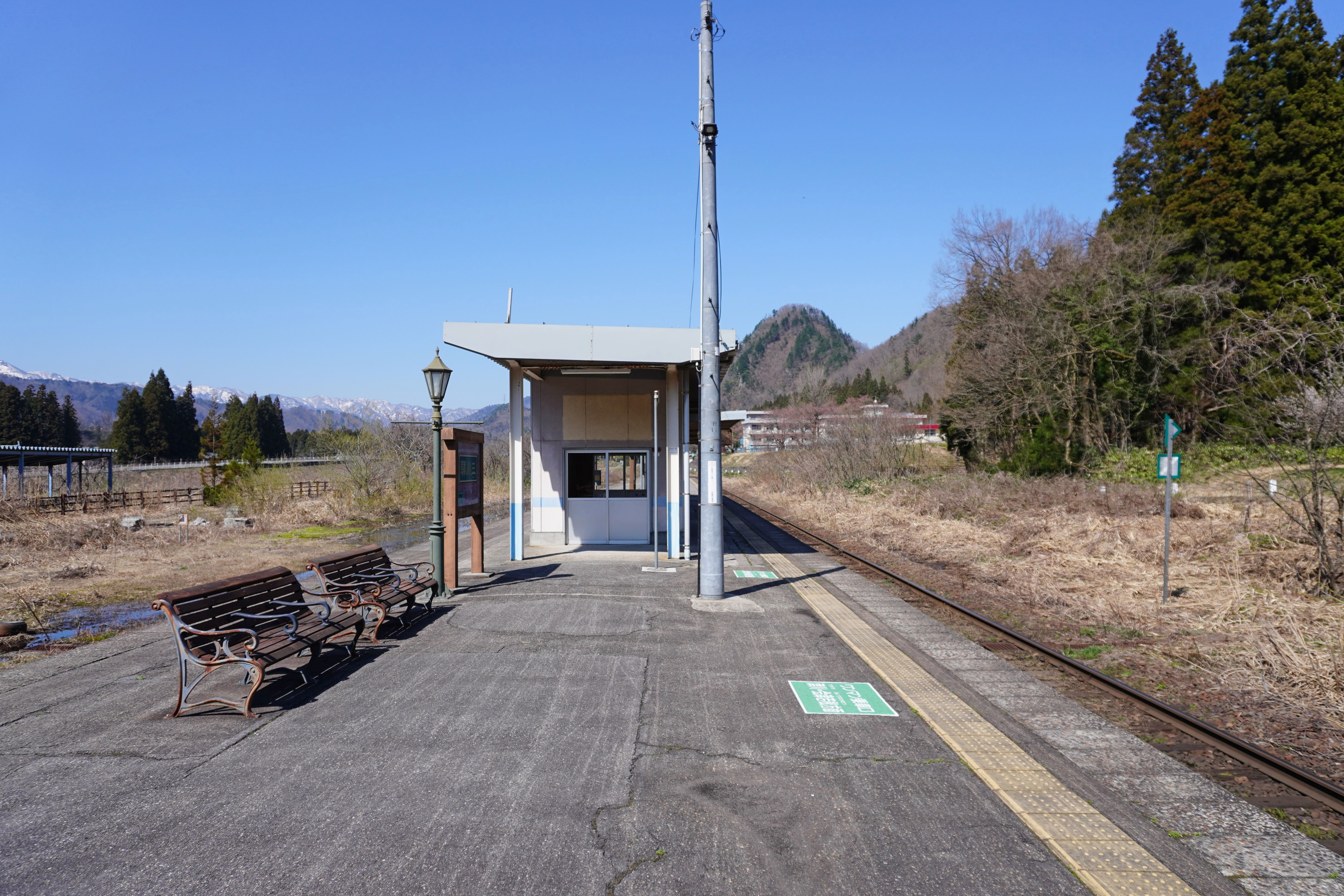
ホーム（2023年4月）

## 利用状況
JR東日本によると、2000年度（平成12年度）- 2006年度（平成18年度）の1日平均乗車人員の推移は以下のとおりであった。
| 乗車人員推移       | 乗車人員推移     | 乗車人員推移   |
| 年度               | 1日平均 乗車人員 | 出典           |
| ------------------ | ---------------- | -------------- |
| 2000年（平成12年） | 125              | [ 利用客数 1 ] |
| 2001年（平成13年） | 125              | [ 利用客数 2 ] |
| 2002年（平成14年） | 119              | [ 利用客数 3 ] |
| 2003年（平成15年） | 118              | [ 利用客数 4 ] |
| 2004年（平成16年） | 118              | [ 利用客数 5 ] |
| 2005年（平成17年） | 108              | [ 利用客数 6 ] |
| 2006年（平成18年） | 93               | [ 利用客数 7 ] |

## 駅周辺

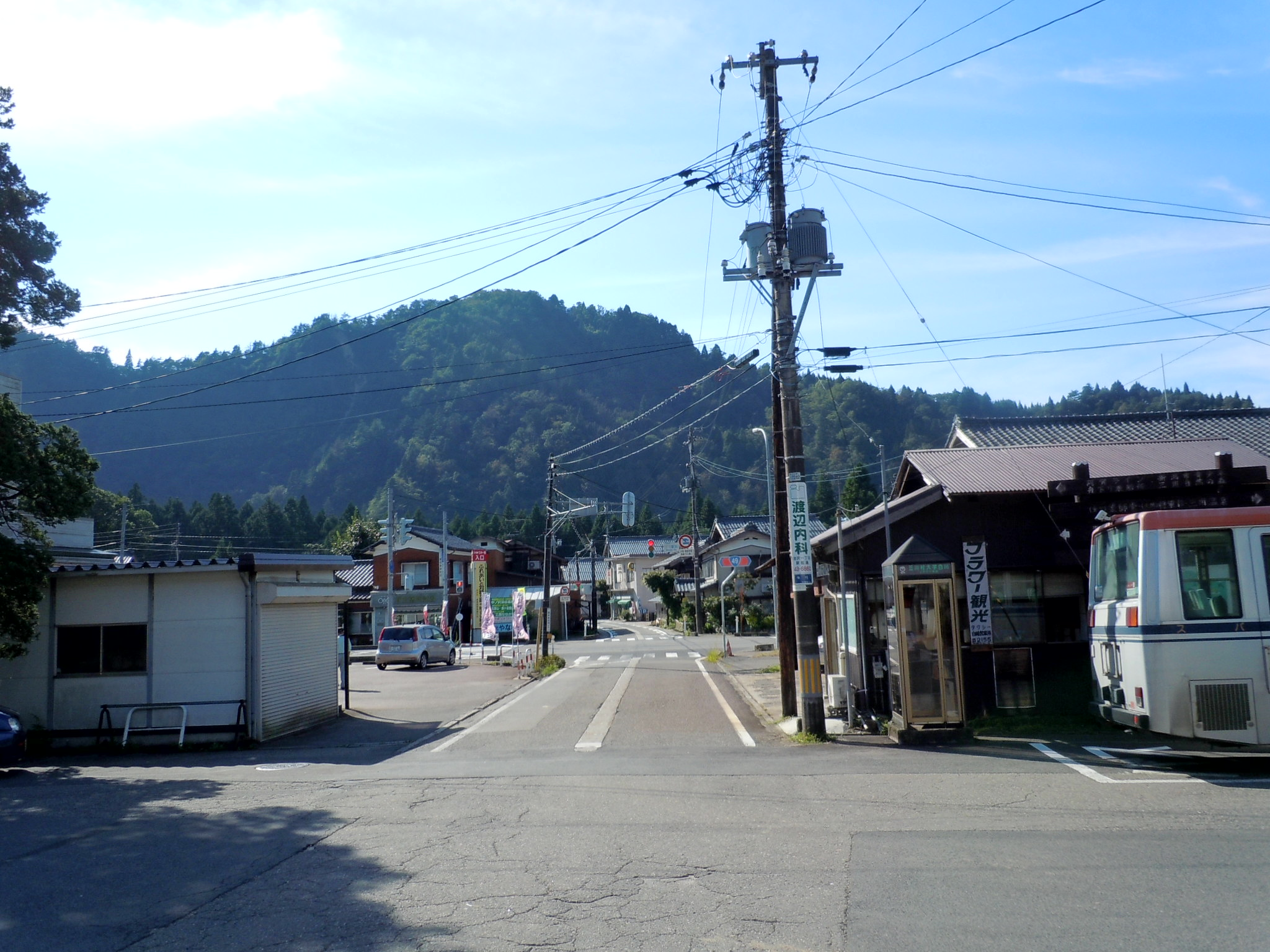
駅前

- 三川郵便局
- 阿賀町立三川小学校・中学校
- 阿賀町役場三川支所（旧・三川村役場）
- 国道49号
- 新潟県道136号三川停車場線
- 黒い森
- 三川温泉
- 三川温泉スキー場
- 三川観光きのこ園

## バス路線
路線バス
最寄りの停留所は駅前の「三川駅前」バス停になる。2025年（令和7年）4月1日現在、三川駅 - 赤谷コミュニティワゴンが発着しており、平日のみ運行する。また、このほかに町による福祉バスが各方面から特定の曜日に1便ずつ運行されており、当駅周辺の診療所へのアクセスが図られている。
かつては新潟交通観光バスにより、三川温泉・古岐方面および小花地・津川方面へと向かう路線バスも発着していたが、2025年（令和7年）3月31日をもって運行を終了した。
高速バス
駅前すぐの国道49号沿いのバス停からは町・東蒲観光バスの運行する高速バス「阿賀町バス」が発着し、新潟市内の病院などと結ばれる（平日のみ運行。クローズド・ドア制となっており、阿賀町内のみでの利用は不可）。

## 隣の駅
東日本旅客鉄道（JR東日本）
■磐越西線
- 臨時快速「SLばんえつ物語」停車駅

■普通
津川駅 - 三川駅 - 五十島駅

### 記事本文
1. 1 2 3 4 5 6 7 8 9  『週刊JR全駅・全車両基地』第50号、朝日新聞出版、2013年8月4日、25頁、2014年10月25日閲覧。
2. 1 2 3 4  “駅の情報（三川駅）：JR東日本”.   東日本旅客鉄道. 2025年4月18日閲覧。
3. 1 2 3  歴史でめぐる鉄道全路線 国鉄・JR 6号、14頁
4. ↑  歴史でめぐる鉄道全路線 国鉄・JR 6号、15頁
5. 1 2 3  石野哲（編）『停車場変遷大事典 国鉄・JR編 Ⅱ』（初版）JTB、1998年10月1日、519頁。ISBN 978-4-533-02980-6。
6. ↑  「国鉄各線CTC化急ピッチ」『交通新聞』交通協力会、1983年3月1日、1面。
7. ↑  「通報 ●福知山線石生駅ほか147駅の駅員無配置について（旅客局）」『鉄道公報号外』日本国有鉄道総裁室文書課、1985年3月12日、15-16面。
8. ↑  歴史でめぐる鉄道全路線 国鉄・JR 6号、17頁
9. ↑  「JR東日本新潟、五泉駅に営業所磐越西線を統括」『日本経済新聞』日本経済新聞社、1991年6月30日、地方経済面／新潟、22面。
10. ↑  「出足順調、駅の図書館 JR三川駅停車場文庫、先月オープン」『朝日新聞』朝日新聞社、2000年11月11日、朝刊、東京地方版／新潟、29面。
11. 1 2  “東日本旅客鉄道(株) 新潟支社からのお知らせ” (PDF).   阿賀町. p. 31 (2007年4月16日). 2019年2月24日時点のオリジナルよりアーカイブ。2018年5月11日閲覧。
12. 1 2  『越後の停車場』朝日新聞社、1981年12月、241-243頁。doi:10.11501/12064299。
13. ↑  “三川駅～赤谷コミュニティワゴン時刻表” (PDF). 町内バス時刻表／阿賀町.   阿賀町. 2025年4月18日閲覧。
14. ↑  “運行終了のお知らせ” (PDF).   新潟交通観光バス. 2025年4月17日閲覧。
15. ↑  “高速バス時刻表” (PDF). 町内バス時刻表／阿賀町.   阿賀町. 2025年4月18日閲覧。

### 利用状況
1. ↑  “各駅の乗車人員（2000年度）”.   東日本旅客鉄道. 2019年2月24日閲覧。
2. ↑  “各駅の乗車人員（2001年度）”.   東日本旅客鉄道. 2019年2月24日閲覧。
3. ↑  “各駅の乗車人員（2002年度）”.   東日本旅客鉄道. 2019年2月24日閲覧。
4. ↑  “各駅の乗車人員（2003年度）”.   東日本旅客鉄道. 2019年2月24日閲覧。
5. ↑  “各駅の乗車人員（2004年度）”.   東日本旅客鉄道. 2019年2月24日閲覧。
6. ↑  “各駅の乗車人員（2005年度）”.   東日本旅客鉄道. 2019年2月24日閲覧。
7. ↑  “各駅の乗車人員（2006年度）”.   東日本旅客鉄道. 2019年2月24日閲覧。